# Khamaria (Bhadohi)
Khamaria is een nagar panchayat (plaats) in het district Bhadohi van de Indiase staat Uttar Pradesh.

## Demografie
Volgens de Indiase volkstelling van 2001 wonen er 23.521 mensen in Khamaria, waarvan 53% mannelijk en 47% vrouwelijk is. De plaats heeft een alfabetiseringsgraad van 56%.